# 超賣
超賣（overselling、overbooking）又稱超售、超額預訂，是針對有期限的商品或服務，廠商銷售的數量刻意超過實際可以供給的數量。在旅遊業、航空公司及住宿業常會有超賣的情形，出現的原因是因為公司認為有些買家不會完全用完之前預訂的量，或是有些買家可能會取消。超賣的作法保證所供給的資源可以100%用在銷售上，使得投資報酬率最大化，避免資源閒置而無法帶來營收。但是若沒有買家取消，就會讓一些客戶無法如預期的使用其商品或是服務，需延後一段時間才能使用。例如若機票超賣，又沒有乘客取消航班，航空公司就會請一些乘客免費升級艙等，或以較優惠的方式改搭其他班次班機。

## 交通运输业

### 航空
机票超售是指超过航班最大允许座位数的销售行为。为了避免旅客购票后取消行程、不乘机（no show）或误机带来的座位虚耗，按照国际航空界的通行做法，航空公司往往选择在客票紧俏或容易座位虚耗的航班上超售。
发生某一舱位超售无法安排所有乘客乘机，较高舱位有空余座位时，航空公司一般会以免费升舱的方式安排。如较低舱位有空余，则会征集自愿降舱旅客，给予经济、里程补偿的方式。发生机票超售、全舱未能安排所有乘客登机时，航空公司一般会征集自愿放弃座位的乘客，有时会以安排下一趟航班升舱、赠送里程或给予经济补偿的方式鼓励乘客自愿放弃座位。若无足够乘客自愿放弃座位，航空公司一般会按票价高低、常旅客会员级别高低顺序安排座位，在舱位票价或会员级别等条件相同的情况下一般为先到先得，特殊旅客和后续有联程航段的旅客也会被优先安排。

### 铁路、汽车
一般情况下，火车票或汽车票不会发生座位超售情况。
火车票一般会以出售“无座票”、“自由席车票”的方式超出实际座位数量售票。
一些國家基於乘客安全考量，規定行駛於高速公路或特定路線的長程巴士不能販售無座票，每位上車乘客都要有自己的座位。

## 旅游业

### 酒店
由于酒店销售渠道多样，除酒店自营的销售渠道外，还有各种代理商和网络平台等渠道。各渠道预订条件各不相同，在无需预付或免费取消条件下，旅客临时取消或预订后不入住会影响入住率。在旺季的情况下，有些酒店会放出比最大容量更多的可预订房数。
发生酒店房间超售无法入住的情况，视销售渠道的不同，酒店和代理会以协助安排其他酒店、赔付原订单首晚房费的方式处理。